# Casa Memorială „Veronica Micle” din Târgu Neamț
Casa memorială Veronica Micle din Târgu Neamț este un muzeu memorial înființat în casa în care a locuit poeta Veronica Micle (1850-1889) în orașul Târgu Neamț (județul Neamț). Casa a fost construită din lemn în secolul al XIX-lea și se află pe strada Ștefan cel Mare, amplasat nr. 33. Clădirea a fost refăcută complet în 1984.
Muzeul - casă memorială Veronica Micle din Târgu Neamț se află pe Lista Monumentelor Istorice din județul Neamț din anul 2004, având codul  NT-IV-m-B-10769.

## Istoric
Casa memorială Veronica Micle a fost construită în anul 1834, din lemn și cărămidă, în cel mai autentic stil românesc, cu tindă și trei încăperi la stradă. Ea se află în vechiul centru al orașului Târgu Neamț, nu departe de Cetatea Neamț.
Părinții Veronicăi Micle proveneau din zona Năsăudului. Tatăl Veronicăi, cizmarul Ilie Câmpeanu, a participat la Revoluția din 1848, murind la puțină vreme. Din cauza prigoanei austro-ungare, mama Veronicăi, Ana Câmpeanu, a trecut munții în Principatul Moldova împreună cu un fiu de numai doi ani și cu o fiică abia născută. Vernica Micle s-a născut la 22 aprilie 1850 la Năsăud. Ana Câmpeanu a cumpărat această casă din Târgu Neamț, la 10 august 1850, cu 100 de galbeni.
Veronica Micle a copilărit în această casă. În anul 1852, familia Câmpeanu s-a mutat la Iași. După ce s-a măritat la vârsta de 14 ani cu profesorul Ștefan Micle, Veronica venea deseori aici în vizită la mama sa. Îmbătrânind, mama poetei s-a călugărit la Mănăstirea Văratec și a lăsat casa fiicei sale.
În anul 1886, Veronica Micle a donat casa Mănăstirii Văratec. Actul de danie are următorul cuprins: "Eu subsemnata Doamnă Veronica Micle cu domiciliul în Sf. Măn. Varatic (...) donez de a mea bună voie Sf. Măn. Varatic (...) casa mea mobilată, cu toate atenansele situată în Târgu Neamț pe Ulița Mare (Str. Ștefan cel Mare nr. 12) (...) în bună stare de locuit, în curtea casei se află fântână cu apă, beci, grajd și locul cu pomi fructiferi, împrejmuit cu gard de scândură, după întinderea și stăpânirea veche și actuală. Casa o am proprietatea mea ca zestre și moștenire de la defuncții mei părinți (...) Iar pe peretele casei să fie afișat o placă de marmură pe care va fi scris pentru pomenire de generația actuală și viitoare "Casa Veronica Micle" (...) Semnat proprie de mine Veronica Micle. Făcut la Măn. Văratic, anul 1886 octombrie 12." În compensație, poeta a primit două camere în apropierea stăreției pentru a locui acolo de fiecare dată când venea în vizită.
Aflată peste drum de Spitalul din Târgu Neamț, casa a fost folosită de maicile bolnave care veneau să se trateze la acea instituție sanitară. Înainte de primnul război mondial, Liga Culturală a amplasat o placă de marmură pe casa în care a locuit Veronica Micle. Ulterior, Mănăstirea Văratec a vândut casa. Imobilul a trecut pe la mai mulți proprietari, iar în anii 1980-1981 s-a ruinat complet.
La inițiativa protopopului Constantin Matasă (1878-1971), imobilul a fost declarat monument istoric, fiind trecut în 1982 în administrarea Complexului Muzeal Județean Neamț. Casa a fost refăcută după planul original, cu mici modificări. Imobilul se afla inițial la stradă, dar noua casă a fost construită cu doi metri mai în spate. Clădirea actuală este mai înaltă și are cerdac, spre deosebire de cea veche care avea o prispă. Numai o singură fereastră se mai păstrează din  vechea construcție.
În clădire a fost amenajată o expoziție permanentă care prezintă momente din viața și creația poetică a Veronicăi Micle: fotocopii, manuscrise, cărți, obiecte personale care au aparținut poetei (trei oglinzi, două de perete din cristal și una de birou, cufărul de călătorie, un scrin, o călimară, un suport de cărți și prima ediție a singurului volum de poezii publicat de Veronica Micle) etc. De asemenea, se mai află o copie din ipsos a măștii mortuare a poetului Mihai Eminescu, originalul din ceară aflându-se la Muzeul Literaturii Române din Iași. După amenajarea casei ca muzeu memorial, ea a fost deschisă publicului începând cu anul 1984.
În fața casei memoriale a fost amplasat în anul 1998 un bust de bronz al Veronicăi Micle, sculptat de Damian Popa, fiul vestitului meșter popular Neculai Popa de la Târpești. Sculptorul a realizat și două portrete în creion ale Veronicăi și Mihai Eminescu care au fost așezate pe pereții uneia dintre camere.

## Imagini

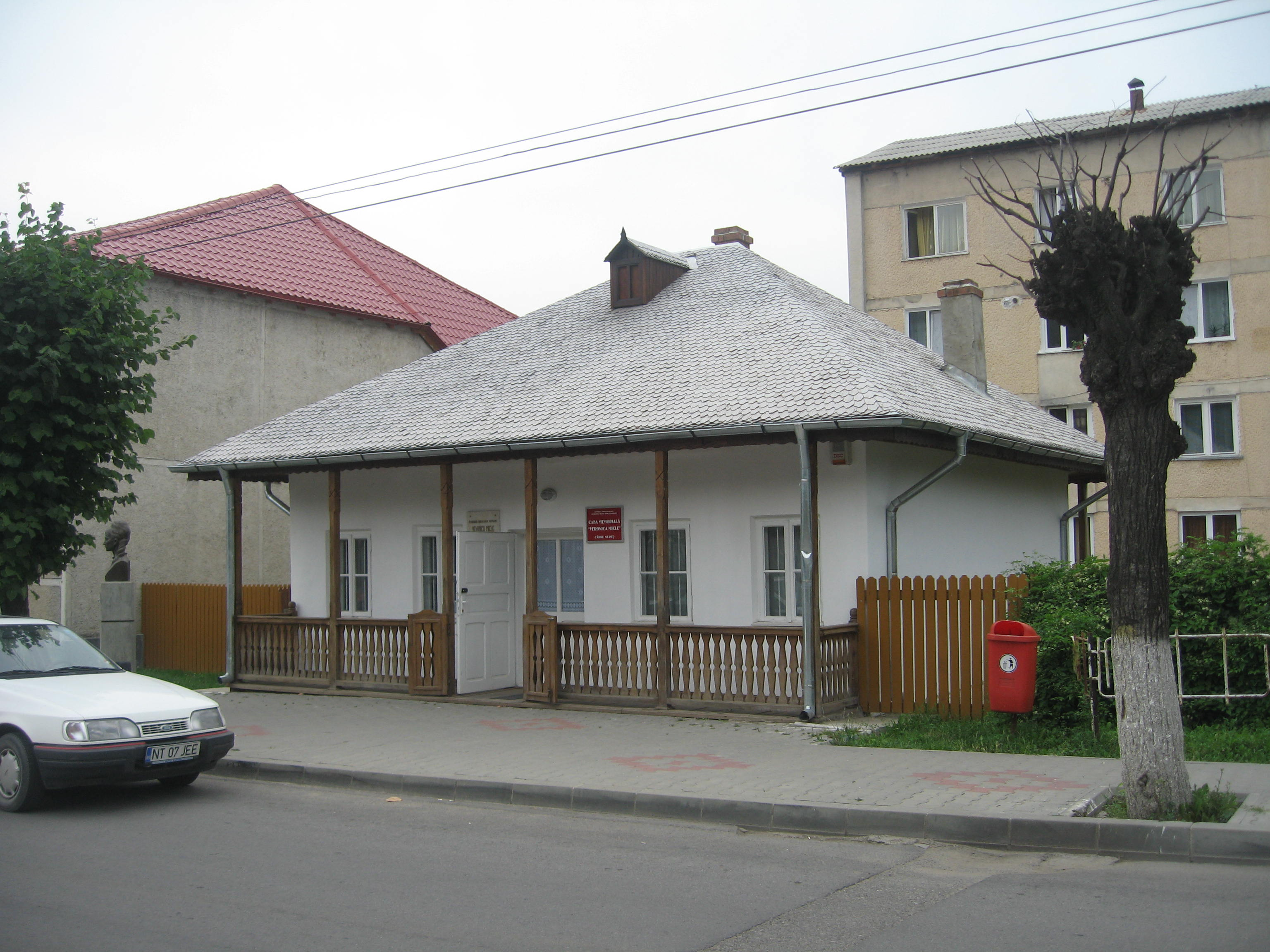
Casa memorială Veronica Micle din Târgu Neamț
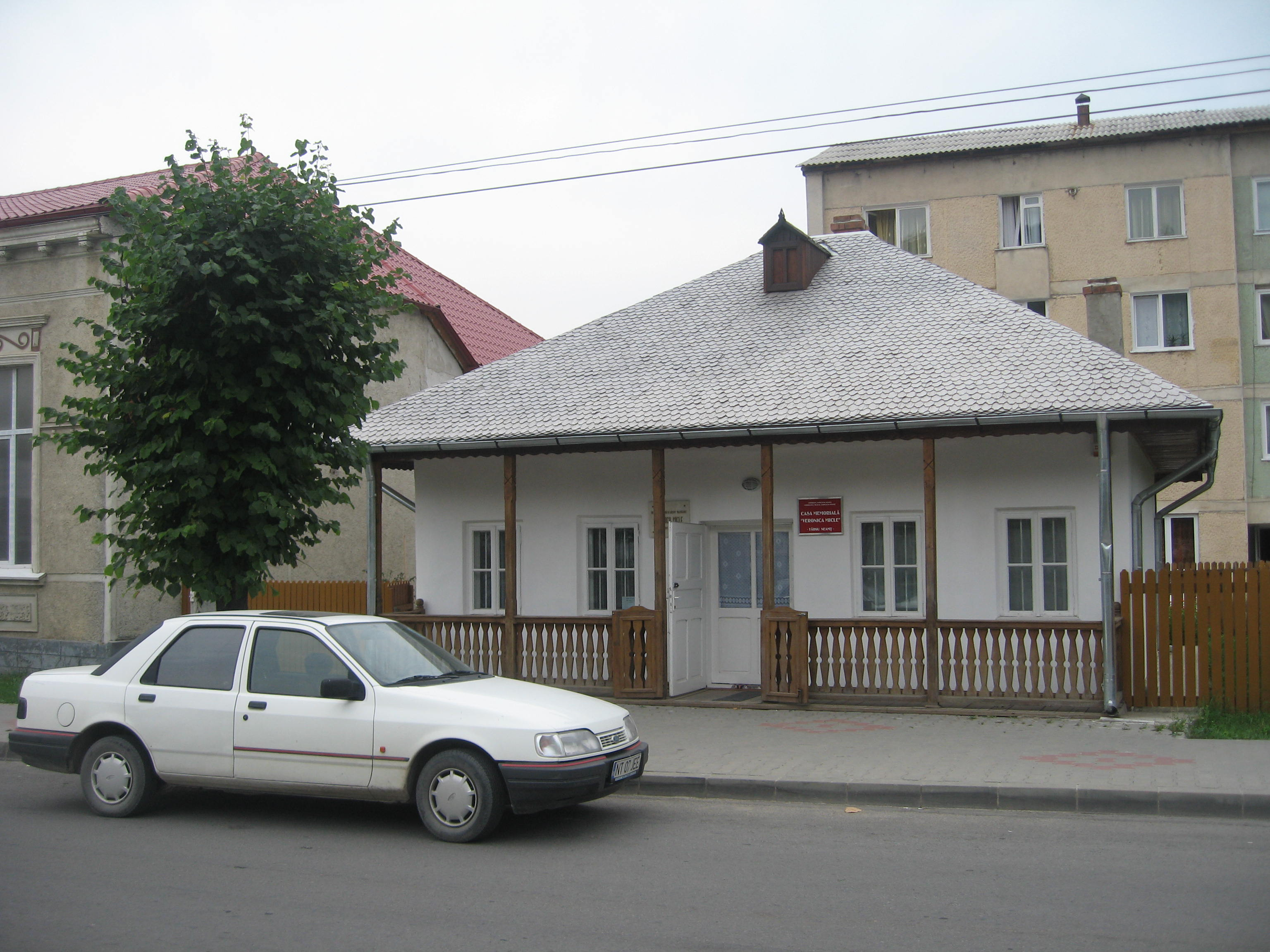
Casa memorială Veronica Micle din Târgu Neamț
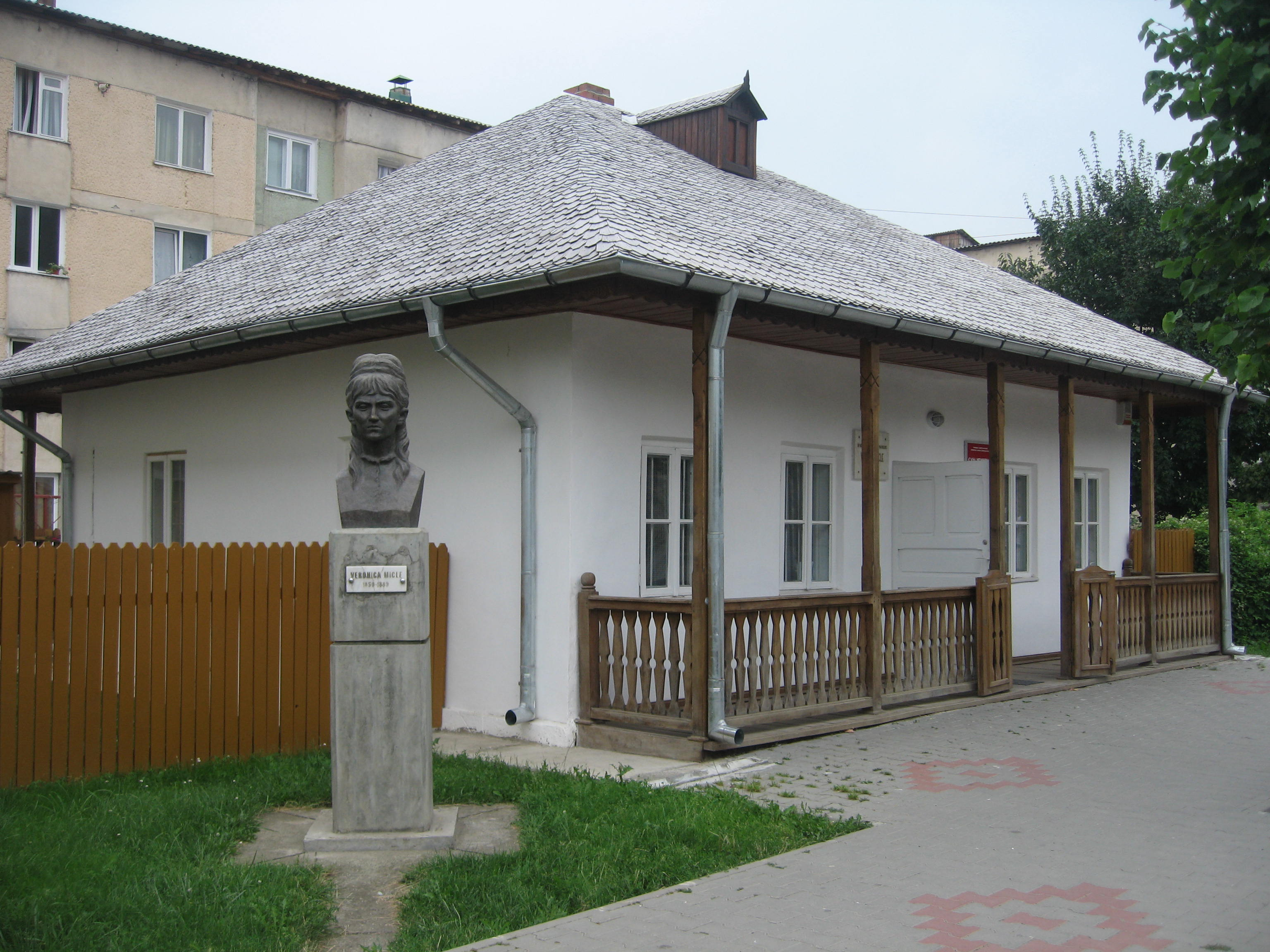
Casa memorială Veronica Micle din Târgu Neamț